# Integração do surdo na sociedade

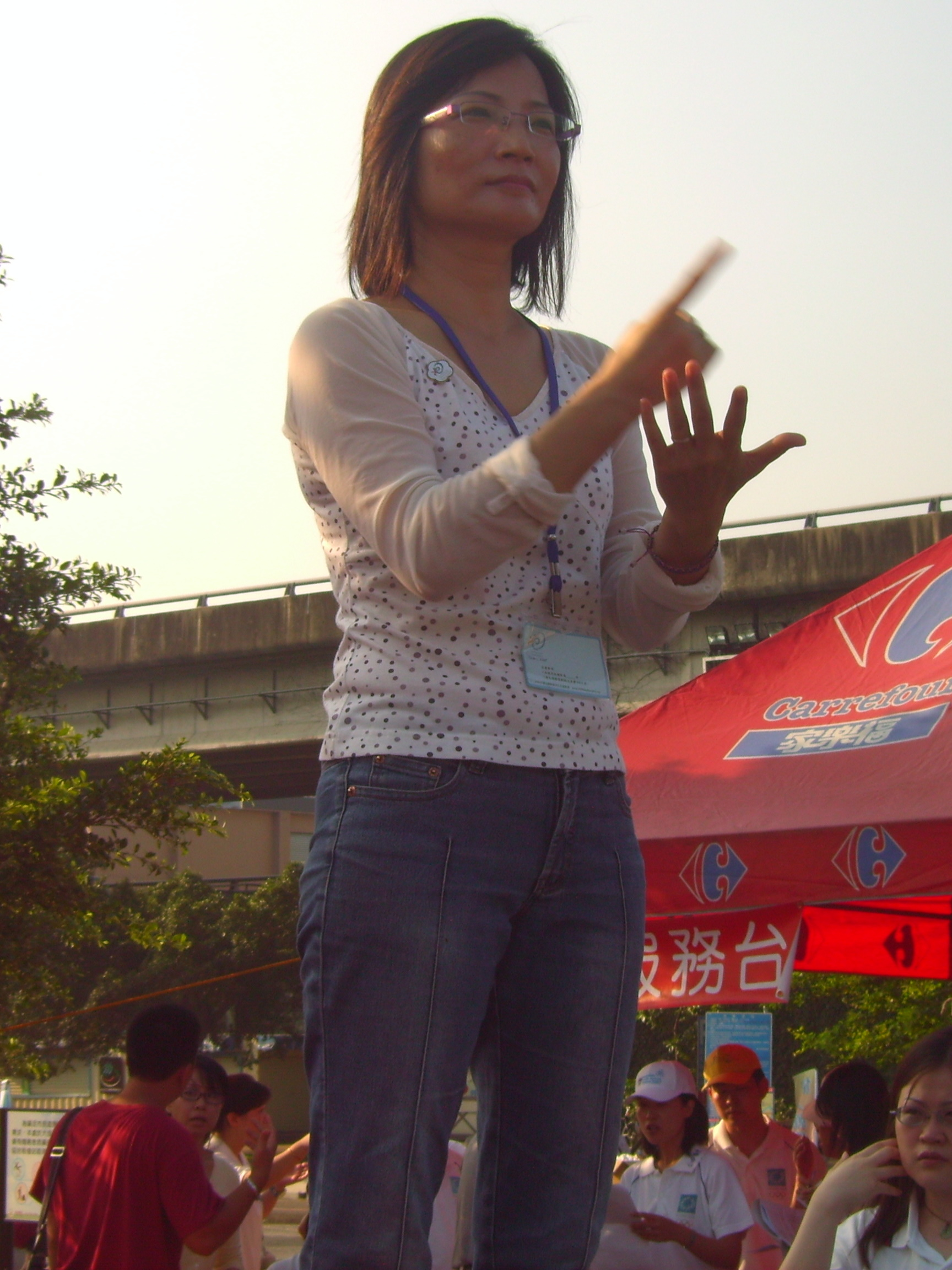
Intérprete de língua de sinais

A pessoa surda tem mais dificuldades em adaptar-se ao mundo que o rodeia e à sociedade em que vive, do que uma pessoa ouvinte. Professores, estudiosos e os próprios surdos têm, ao longo do tempo, alcançando muitos êxitos na integração do surdo na sociedade.

## Ideias erradas
Os professores de alunos  surdos, ao se defrontarem com a educação , sentiram que isso os ultrapassava devido à existência de ideias erróneas anteriores, ao desconhecimento do que pressupõe a deficiência auditiva, à falta de condições educativas mínimas, etc.
Devido a muito métodos de ensino que hoje são considerados errados, a integração dos surdos na sociedade moderna, segundo a opinião de muitos, teve um processo mais lento do que deveria.

## Com os alunos surdos
Ao abordar certos estudantes surdos sobre o porquê de optarem por um ou outro estilo de vida, muitos afirmaram que desejavam oferecer uma educação melhor aos seus pares, principalmente às crianças, que, na opinião desses, não recebiam a devida educação nos estabelecimentos de ensino. Existem cada vez mais surdos formados.

## Incapacidade
Citando o Dicionário Escolar da Língua Portuguesa (BUENO, p. 592, 1976), veremos que incapacidade significa inaptidão, inépcia, e o termo incapaz (IDEM) significando impossibilitado, inábil. No entanto, insuficiência (BUENO, p. 608, 1976) é a incapacidade de um órgão para executar a função que lhe foi cometida.
Assim sendo, deficiência nada mais é do que a impossibilidade de exercer algo por incapacidade de um órgão para executar a função. Ou seja, deficiência é a impossibilidade de alguém exercer alguma função devido a alguma limitação orgânica.
O que diferencia o deficiente de alguém considerado normal é o nível desta limitação. Nada que não possa ser contornado e que o impeça de exercer outras funções. Por exemplo:

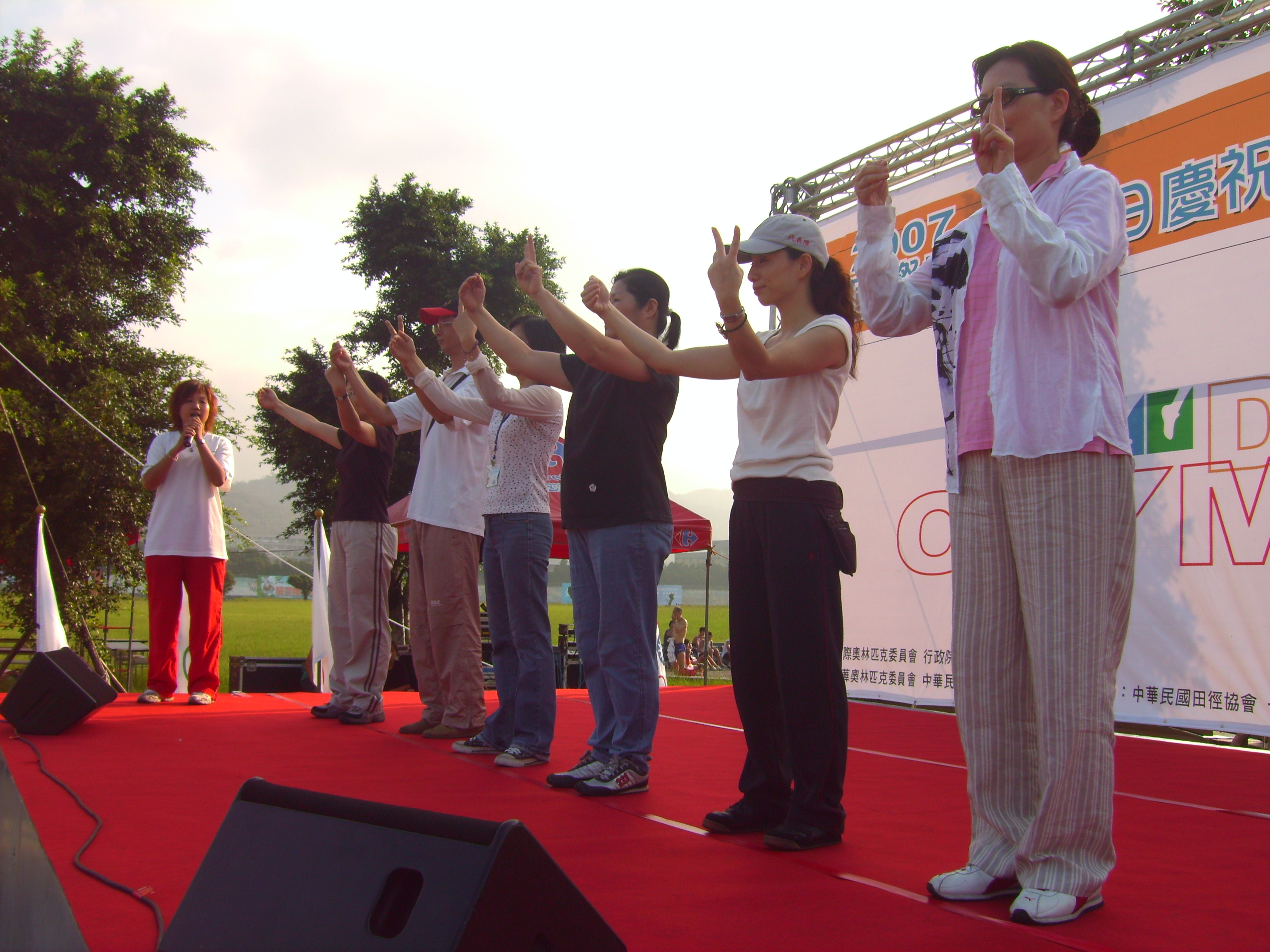
Intérpretes

- a cegueira impede que o indivíduo possa dirigir, já que a visão é essencial nesta actividade. Mas não o impede de apanhar um autocarro ou de se locomover sozinho para onde desejar.

Um detalhe relevante que muitos desconhecem é que indivíduos surdos têm o direito de obter a CNH (Carteira Nacional de Habilitação). A deficiência não o impede da função de conduzir.
Mas quem são os portadores de necessidades educacionais especiais? O MEC (BRASIL, 2001, pág. 43) aponta que são: "Educandos que apresentam dificuldades acentuadas de aprendizagem ou limitações no processo de desenvolvimento que dificultem o acompanhamento das actividades curriculares, compreendidas em dois grupos:
- aquelas não vinculadas a uma causa orgânica específica;
- aquelas relacionadas a condições, disfunções, limitações ou deficiências".

A Política Nacional de Educação Especial (1994) estabelece que são alunos com necessidades especiais “aqueles que apresentam deficiências (mental, auditiva, física, visual e múltipla), super dotação ou altas habilidades ou condutas típicas devido a quadros de síndromes, neurológicos, psiquiátricos e psicológicos que alterem sua adaptação social a ponto de exigir intervenção especializada”. Já a Declaração de Salamanca em seu artigo 3º(1994, p. 3) advoga:
“O princípio que orienta esta Estrutura é o de que escolas deveriam acomodar todas as crianças independentemente de suas condições físicas, intelectuais, sociais, emocionais, linguísticas ou outras. Aquelas deveriam incluir crianças deficientes e super-dotadas, crianças de rua e que trabalham, crianças de origem remota ou de população nómada, crianças pertencentes a minorias linguísticas, étnicas ou culturais, e crianças de outros grupos desprotegidos ou marginalizados.”

## Aspectos da integração
Neste momento, em muitos países, inclusive o Brasil e Portugal, existem escolas públicas com interpretes para surdos, lá todas as aulas são interpretadas,para que o surdo possa acompanhar a matéria.
Existem também iniciativas do governo, como por exemplo, aulas para intérpretes de língua de sinais, na tentativa de os formarem para acompanhar surdos que estão a tirar licença de condução.